# Campeonato Mundial de Patinaje de Velocidad sobre Hielo en Distancia Individual de 2003
El VII Campeonato Mundial de Patinaje de Velocidad sobre Hielo en Distancia Individual se celebró en Berlín (Alemania) entre el 14 y el 16 de marzo de 2003 bajo la organización de la Unión Internacional de Patinaje sobre Hielo (ISU) y la Asociación Alemana de Patinaje de Velocidad sobre Hielo.
Las competiciones se realizaron en el Sportforum de la capital germana.

## Medallistas

### Masculino
| Evento   | Oro                                        | Plata                                       | Bronce                                   |
| -------- | ------------------------------------------ | ------------------------------------------- | ---------------------------------------- |
| 500 m    | Jeremy Wotherspoon · Canadá · 69,97 s      | Hiroyasu Shimizu Japón 70,36 s              | Erben Wennemars · Países Bajos · 70,54 s |
| 1000 m   | Erben Wennemars · Países Bajos · 1:09,71   | Gerard van Velde · Países Bajos · 1:10,52   | Joey Cheek Estados Unidos 1:10,94        |
| 1500 m   | Erben Wennemars · Países Bajos · 1:47,80   | Ralf van der Rijst · Países Bajos · 1:48,46 | Joey Cheek Estados Unidos 1:48,56        |
| 5000 m   | Jochem Uytdehaage · Países Bajos · 6:25,29 | Bob de Jong · Países Bajos · 6:25,76        | Carl Verheijen · Países Bajos · 6:30,46  |
| 10 000 m | Bob de Jong · Países Bajos · 13:21,33      | Carl Verheijen · Países Bajos · 13:31,53    | Lasse Sætre · Noruega · 13:40,69         |

### Femenino
| Evento | Oro                                            | Plata                                     | Bronce                                    |
| ------ | ---------------------------------------------- | ----------------------------------------- | ----------------------------------------- |
| 500 m  | Monique Garbrecht-Enfeldt · Alemania · 77,17 s | Wang Manli China 77,29 s                  | Anzhelika Kotiuga · Bielorrusia · 77,30 s |
| 1000 m | Anni Friesinger · Alemania · 1:16,85           | Jennifer Rodriguez Estados Unidos 1:17,28 | Cindy Klassen · Canadá · 1:17,36          |
| 1500 m | Anni Friesinger · Alemania · 1:57,43           | Maki Tabata Japón 1:59,30                 | Jennifer Rodriguez Estados Unidos 1:59,31 |
| 3000 m | Anni Friesinger · Alemania · 4:06,07           | Claudia Pechstein · Alemania · 4:07,99    | Gretha Smit · Países Bajos · 4:08,91      |
| 5000 m | Claudia Pechstein · Alemania · 7:04,52         | Clara Hughes · Canadá · 7:06,31           | Gretha Smit · Países Bajos · 7:06,34      |

## Medallero
| Núm. | País           | Oro | Plata | Bronce | Total |
| ---- | -------------- | --- | ----- | ------ | ----- |
| 1    | Alemania       | 5   | 1     | 0      | 6     |
| 2    | Países Bajos   | 4   | 4     | 4      | 12    |
| 3    | Canadá         | 1   | 1     | 1      | 3     |
| 4    | Japón          | 0   | 2     | 0      | 2     |
| 5    | Estados Unidos | 0   | 1     | 3      | 4     |
| 6    | China          | 0   | 1     | 0      | 1     |
| 7    | Bielorrusia    | 0   | 0     | 1      | 1     |
| 7    | Noruega        | 0   | 0     | 1      | 1     |
|      | TOTAL          | 10  | 10    | 10     | 30    |